# 올림픽 예멘 선수단
예멘은 1992년 바르셀로나 올림픽에 처음 참가한 이래 하계 올림픽의 매 대회에 출전하고 있다. 동계 올림픽 대회에는 참가하고 있지 않으며, 현재까지 획득한 메달 기록은 없다.
북예멘 시절이던 1971년 예멘 올림픽 위원회가 창설되었으며 1981년 국제올림픽위원회로부터 승인받았다. 북예멘 선수단은 1984년 로스앤젤레스 올림픽에 처음 참가하였으며, 그 다음 대회인 1988년 서울 올림픽에서는 남예멘 선수단과 함께 동시 참가하였다. 1990년 북예멘 주도의 예멘 통일이 이뤄진 직후, 1992년 바르셀로나 올림픽부터 '예멘' (YEM)이란 국호를 채택하면서 현재까지 이어져 오고 있다.

## 메달 기록

### 하계 올림픽
| 대회                  | 선수                                 | 금메달                               | 은메달                               | 동메                                 | 총합                                 | 순위                                 |
| 1984년 로스앤젤레스   | 북예멘 (YAR)으로 참가                | 북예멘 (YAR)으로 참가                | 북예멘 (YAR)으로 참가                | 북예멘 (YAR)으로 참가                | 북예멘 (YAR)으로 참가                | 북예멘 (YAR)으로 참가                |
| 1988년 서울           | 북예멘 (YAR) / 남예멘 (YMD)으로 참가 | 북예멘 (YAR) / 남예멘 (YMD)으로 참가 | 북예멘 (YAR) / 남예멘 (YMD)으로 참가 | 북예멘 (YAR) / 남예멘 (YMD)으로 참가 | 북예멘 (YAR) / 남예멘 (YMD)으로 참가 | 북예멘 (YAR) / 남예멘 (YMD)으로 참가 |
| 1992년 바르셀로나     | 8                                    | 0                                    | 0                                    | 0                                    | 0                                    | –                                    |
| 1996년 애틀랜타       | 4                                    | 0                                    | 0                                    | 0                                    | 0                                    | –                                    |
| 2000년 시드니         | 2                                    | 0                                    | 0                                    | 0                                    | 0                                    | –                                    |
| 2004년 아테네         | 3                                    | 0                                    | 0                                    | 0                                    | 0                                    | –                                    |
| 2008년 베이징         | 5                                    | 0                                    | 0                                    | 0                                    | 0                                    | –                                    |
| 2012년 런던           | 4                                    | 0                                    | 0                                    | 0                                    | 0                                    | –                                    |
| 2016년 리우데자네이루 | 3                                    | 0                                    | 0                                    | 0                                    | 0                                    | –                                    |
| 2020년 도쿄           | 5                                    | 0                                    | 0                                    | 0                                    | 0                                    | –                                    |
| 2024년 파리           | 개최 예정                            |                                      |                                      |                                      |                                      |                                      |
| 2028년 로스앤젤레스   | 개최 예정                            |                                      |                                      |                                      |                                      |                                      |
| 2032년 브리즈번       | 개최 예정                            |                                      |                                      |                                      |                                      |                                      |
| 총합                  | 총합                                 | 0                                    | 0                                    | 0                                    | 0                                    | –                                    |

## 같이 보기
- 예멘의 올림픽 기수 목록
- 패럴림픽 예멘 선수단
- 아시안 게임 예멘 선수단